# Уммюгюльсюм-султан (дочь Ахмеда III)
Уммюгюльсю́м-султа́н (осман. ام کلثوم سلطان‎; тур. Ümmugülsüm Sultan; 11 февраля 1708, Стамбул — 1732, Стамбул) — дочь османского султана Ахмеда III и сестра султанов Мустафы III и Абдул-Хамида I.

## Биография

### Происхождение и юные годы
Уммюгюльсюм-султан родилась 11 февраля 1708 года в Стамбуле, она была дочерью султана Ахмеда III, но имя её матери не установлено. В 1710 году, в возрасте двух лет, была помолвлена с визирем Абдуррахманом-пашой, который скончался в 1715 году.

### Свадьба и жизнь в браке
В 1724 году Уммюгюльсюм-султан была выдана замуж за Генча Али-пашу, племянника великого визиря Невшехирли Ибрагима-паши. Свадебные церемонии были также проведены у двух её сестёр Атике-султан и Хатидже-султан. 20 февраля 1724 года подарки трёх женихов каждой дочери султана, в сопровождении свиты и вооружённых солдат, были перевезены из дворца великого визиря в Императорский дворец, где были заключены брачные контракты.
2 марта Уммюгюльсюм-султан была перевезена из дворца Топкапы в свой дворец Кадырга. В свадебную процессию, сопровождавшую Уммюгюльсюм, входили султан, великий визирь, родственники супругов и улемы. Процессия направлялась под охраной отряда янычар и придворной стражи. Историки пишут, что у супругов было два сына Мустафа-бей и Мехмед-бей.

### Смерть
Уммюгюльсюм-султан скончалась довольно молодой в 1732 году в Стамбуле в возрасте 23 или 24 лет. Её тело было похоронено в тюрбе Новой мечети.